# Vipaśyn Buddha

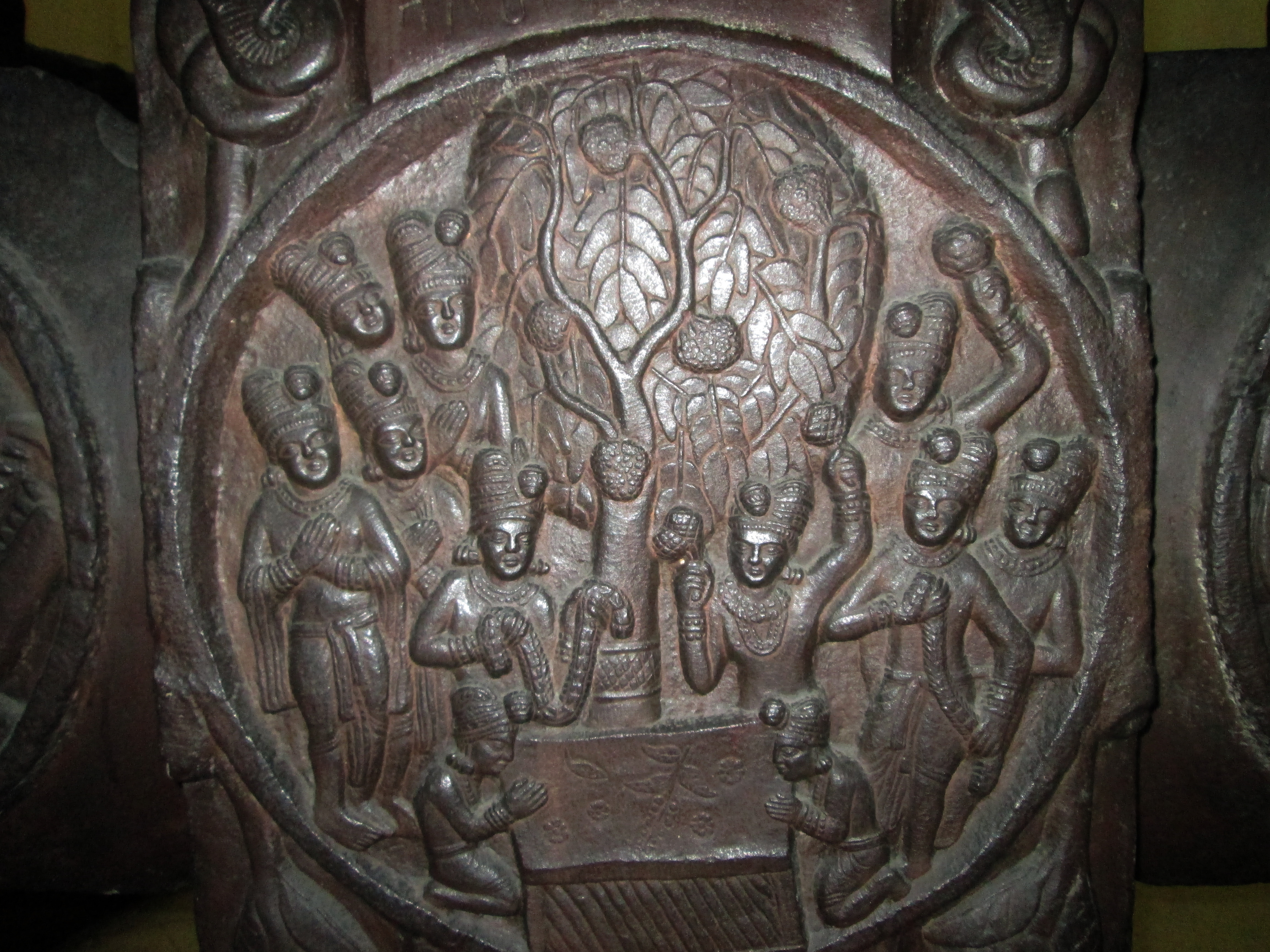
Vipaśyn e un albero di pāṭalī dalla stupa di Bharhut all'Indian Museum, Kolkata.

Nella tradizione buddista, Vipaśyn (sanscrito; Vipassī in Pāli) è stato il ventiduesimo di ventotto Buddha descritti nel capitolo 27 del Buddhavamsa. Il Buddhavamsa è un testo buddista che descrive la vita di Gautama Buddha e dei ventisette Buddha che lo hanno preceduto. È il quattordicesimo libro del Khuddaka Nikāya, che a sua volta fa parte del Sutta Piṭaka. Il Sutta Piṭaka è uno dei tre pitaka (sezioni principali) che insieme costituiscono il Tripiṭaka, o Canone Pāli del Buddhismo Theravada.
Terzo degli ultimi Buddha dell'Alamkarakalpa, Vipaśyn fu preceduto da Puṣya e succeduto da Śikhin Buddha. È considerato il primo dei "sette Buddha del passato", umani, lista che include il Buddha storico.

## Etimologia
La parola pali Vipassī ha la forma sanscrita Vipaśyin. Vi (buono) e passì (visto) insieme significano "aver visto chiaramente". La parola appartiene alla stessa famiglia del termine vipassanā (contemplazione). Questo Buddha fu così chiamato perché aveva grandi occhi, visione chiara sia di giorno che di notte, e la sua visione di circostanze complicate perpetue e teorie molto profonde.

## Biografia
Secondo il Buddhavamsa, oltre alla tradizionale leggenda e mitologia buddista, Vipaśyn visse 91 kalpa - molti milioni di anni - prima dell'era attuale. Ai tempi di Vipaśyn, la longevità degli umani era di 84.000 anni. 
Vipaśyn nacque a Bandhumatī nel Khema Park, nell'odierna India. La sua famiglia era del varna kshatriya, che costituiva l'élite dominante e militare del periodo vedico. Suo padre era Bandhumā, capo guerriero e sua madre era Bandhumatī. Sua moglie era Sutanu e aveva un figlio di nome Samavattakkhandha. 
Vipassī visse come capofamiglia per 8.000 anni nei palazzi di Nanda, Sunanda e Sirima. Dopo aver rinunciato alla sua vita mondana, uscì dal palazzo su un carro. Vipassī praticò l'ascetismo per otto mesi prima di raggiungere l'illuminazione sotto un albero Ajapāla nigrodha. Poco prima di raggiungere lo stato di buddha, accettò una scodella di riso al latte offerta dalla figlia di Sudassana-setthi e l'erba per il suo posto da una guardia di nome Sujâta. 
Le fonti differiscono per quanto tempo visse Vipaśyn. È stato riferito che è morto nel parco di Sumitta, all'età di 80.000 o 100.000 anni. Le sue reliquie erano tenute in uno stupa alto sette yojana, che è approssimativamente uguale a 90 km.

## Caratteristiche fisiche
Vipaśyn era alto 80 cubiti, che è approssimativamente uguale a 37 m e il suo corpo irradiava luce per una distanza di sette yojana.

## Insegnamenti
Vipaśyn predicò il suo primo sermone nel Khamamigadâya a 6.800.000 discepoli, il suo secondo sermone a 100.000 discepoli e il suo terzo sermone a 80.000 discepoli.
I suoi due principali discepoli maschi erano Khanda e Tissa e le sue due principali discepole femminili erano Candâ e Candamittâ. Asoka era il suo assistente personale. I suoi buoni donatori erano Punabbasummitta e Naga tra i laici, Sirimâ e Uttarâ tra le donne laiche. Mendaki (allora chiamato Avaroja) costruì per lui il Gandhakuti (padiglione profumato). Faceva l'uposatha una volta ogni sette anni e il sangha osservava perfettamente la disciplina.